# Courdimanche
Pour les articles homonymes, voir Courdimanche (homonymie).
Courdimanche est une commune française située dans le département du Val-d'Oise, en région Île-de-France.
La ville se trouve à 30 km au nord-ouest de Paris (Notre-Dame) dans le département du Val-d’Oise.
Ses habitants sont appelés les Courdimanchois.

## Géographie

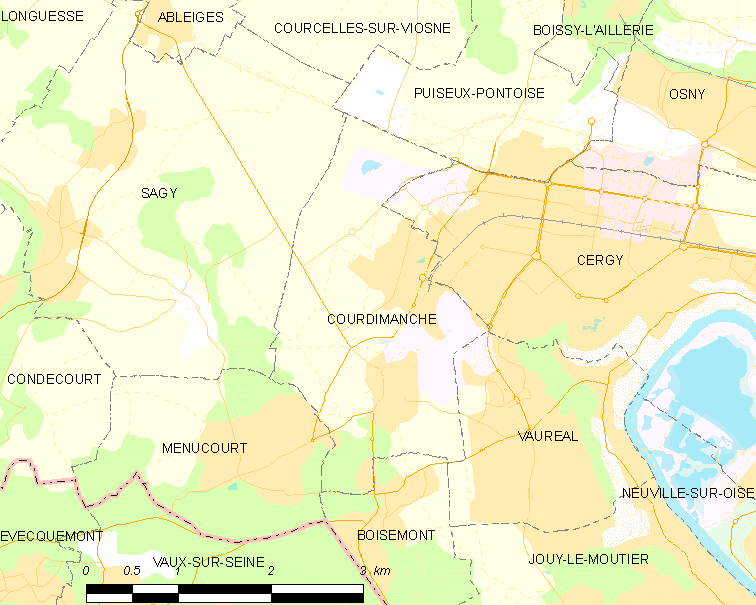
Carte de la commune.
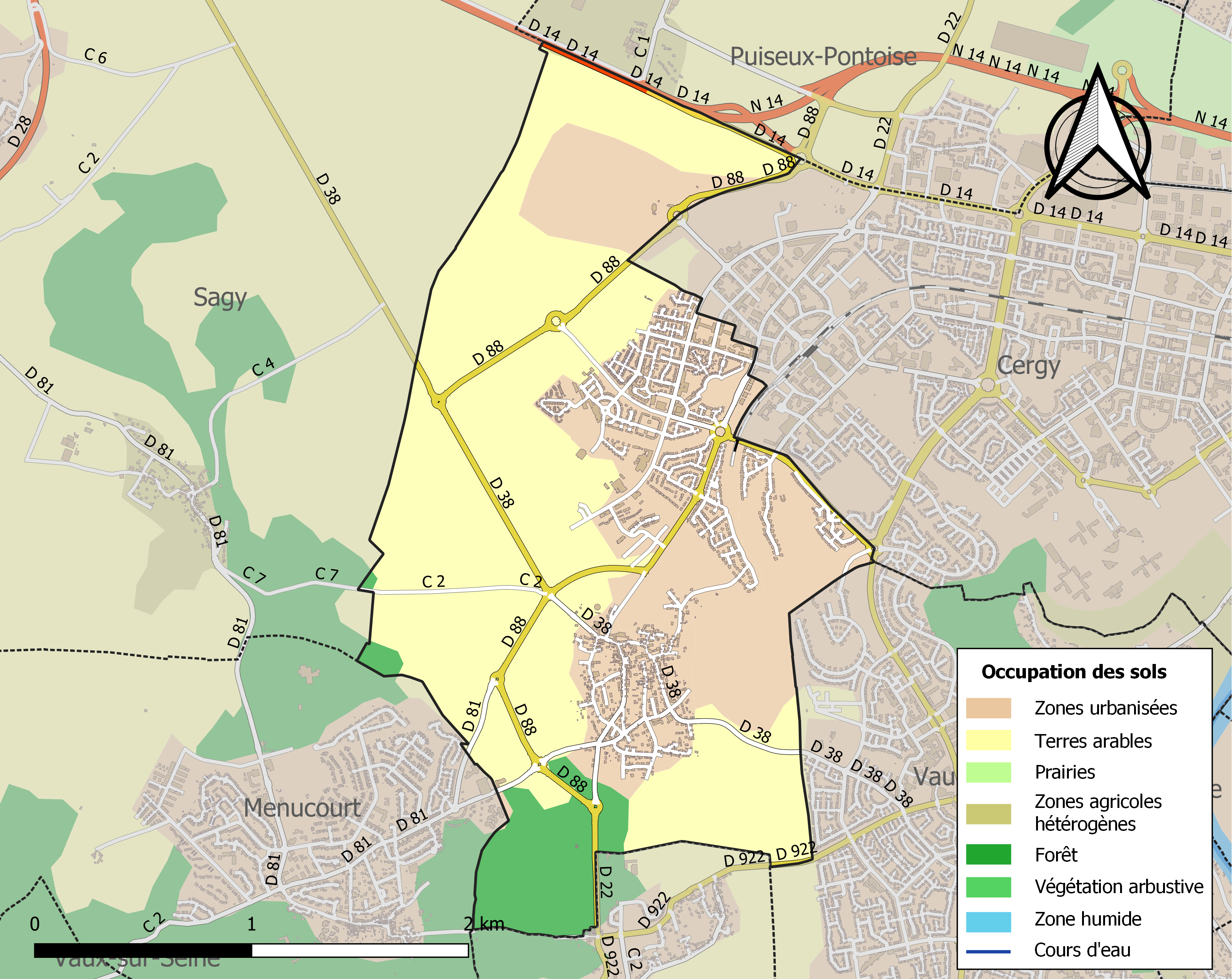
Occupation des sols

### Localisation
Appartenant à l’agglomération de Cergy-Pontoise, comptant treize communes, Courdimanche est située à la limite du parc naturel régional du Vexin français. La ville est limitrophe avec Menucourt, Cergy, Vauréal, Boisemont et Puiseux-Pontoise.

### Communes voisines
| Sagy           | Puiseux-Pontoise | Cergy   |
| Sagy Menucourt | Courdimanche     | Cergy   |
| Menucourt      | Boisemont        | Vauréal |

### Voies de communication et transports
Réseau routier
Située à la sortie 13 et à environ 40 km de Paris, Courdimanche bénéficie de l'autoroute A15 et de la RN 14 qui devient la RD 14 et continue vers Magny-en-Vexin et Rouen, en voie rapide à deux fois deux voies sur une grande partie de son parcours francilien.
Depuis le 21 mars 2009, Courdimanche est doté d'un système de vélopartage appelé VélO2 qui permet une liaison avec l'ensemble de Cergy-Pontoise.
Transports en commun
On accède à Courdimanche, qui se situe en zone 5, par le RER A, à la station terminus de Cergy-le-Haut.

Les trains du RER A circulent toutes les 10 min du lundi au vendredi et toutes les 20 min le week-end.

Le schéma directeur du RER A prévoit un renforcement de la fonction de terminus sur le territoire de Courdimanche.
Les transports urbains sont assurés par le réseau de bus Cergy-Pontoise Confluence (qui a remplacé la STIVO en 2024) le réseau de l'agglomération de Cergy-Pontoise, dont 2 lignes régulières desservent Courdimanche.

### Climat
Pour des articles plus généraux, voir Climat de l'Île-de-France et Climat du Val-d'Oise.
En 2010, le climat de la commune est de type climat océanique dégradé des plaines du Centre et du Nord, selon une étude du CNRS s'appuyant sur une série de données couvrant la période 1971-2000. En 2020, Météo-France publie une typologie des climats de la France métropolitaine dans laquelle la commune est exposée à un climat océanique et est dans la région climatique  Sud-ouest du bassin Parisien, caractérisée par une faible pluviométrie, notamment au printemps (120 à 150 mm) et un hiver froid (3,5 °C). 
Pour la période 1971-2000, la température annuelle moyenne est de 10,7 °C, avec une amplitude thermique annuelle de 14,7 °C. Le cumul annuel moyen de précipitations est de 679 mm, avec 10 jours de précipitations en janvier et 7,7 jours en juillet. Pour la période 1991-2020, la température moyenne annuelle observée sur la station météorologique la plus proche, située sur la commune de Boissy-l'Aillerie à 4 km à vol d'oiseau, est de 11,2 °C et le cumul annuel moyen de précipitations est de 635,8 mm,. Pour l'avenir, les paramètres climatiques de la commune estimés pour 2050 selon différents scénarios d'émission de gaz à effet de serre sont consultables sur un site dédié publié par Météo-France en novembre 2022.
| Mois                                  | jan.             | fév.           | mars           | avril           | mai           | juin          | jui.          | août          | sep.            | oct.          | nov.             | déc.           | année      |
| ------------------------------------- | ---------------- | -------------- | -------------- | --------------- | ------------- | ------------- | ------------- | ------------- | --------------- | ------------- | ---------------- | -------------- | ---------- |
| Température minimale moyenne (°C)     | 1,6              | 1,4            | 3,2            | 4,8             | 8,2           | 11            | 12,9          | 12,8          | 10              | 7,7           | 4,4              | 2,1            | 6,7        |
| Température moyenne (°C)              | 4,3              | 4,8            | 7,6            | 10,2            | 13,6          | 16,7          | 18,9          | 18,8          | 15,5            | 11,9          | 7,5              | 4,7            | 11,2       |
| Température maximale moyenne (°C)     | 7                | 8,2            | 12             | 15,6            | 19            | 22,3          | 24,9          | 24,9          | 21              | 16            | 10,7             | 7,4            | 15,8       |
| Record de froid (°C) date du record   | −17,8 17.01.1985 | −15,4 07.02.12 | −11,1 13.03.13 | −4,6 12.04.1986 | −1,6 06.05.19 | 1 05.06.1991  | 4 01.07.1960  | 3,1 26.08.18  | −0,6 20.09.1952 | −5,2 28.10.03 | −10,2 24.11.1998 | −16 07.12.1969 | −17,8 1985 |
| Record de chaleur (°C) date du record | 15,5 05.01.1999  | 20 27.02.19    | 25,6 31.03.21  | 29,3 18.04.1949 | 32,5 27.05.05 | 37,1 27.06.11 | 41,6 25.07.19 | 39,2 12.08.03 | 35,5 08.09.23   | 28,8 01.10.11 | 21,7 01.11.14    | 17,4 07.12.00  | 41,6 2019  |
| Précipitations (mm)                   | 54,1             | 45,9           | 46,9           | 43,9            | 59,8          | 50,2          | 51,6          | 55,4          | 46,7            | 58,2          | 54,8             | 68,3           | 635,8      |

## Urbanisme

### Typologie
Au 1er janvier 2024, Courdimanche est catégorisée grand centre urbain, selon la nouvelle grille communale de densité à sept niveaux définie par l'Insee en 2022.
Elle appartient à l'unité urbaine de Paris, une agglomération inter-départementale regroupant 407  communes, dont elle est une commune de la banlieue,,. Par ailleurs la commune fait partie de l'aire d'attraction de Paris, dont elle est une commune du pôle principal,. Cette aire regroupe 1 929 communes,.

### Morphologie urbaine
La partie la plus ancienne du village est située sur une colline. Courdimanche est visible de loin grâce à son château d'eau. La partie la plus récente est située en contrebas et dispose d'un golf. Jouxtant Cergy-le-Haut, Courdimanche dispose du RER de la gare de Cergy-le-Haut à quelques minutes. Depuis le début des années 2000, la ville connait une explosion démographique due à une urbanisation plus tardive que celle des communes environnantes.
Courdimanche compte 5 quartiers :
- Le village, quartier historique
- Le quartier des Croizettes, réunit les résidences sociales et le quartier pavillonnaire
- Le quartier de la Louvière, centre de la Ville
- Le quartier du Golf, zone pavillonnaire
- ZAC du Bois d’Aton, nouveau quartier écologique.

## Toponymie
Le nom de la localité est mentionné sous les formes Cordomange en 1248, Curai dominica en 1249, Curia dominica en 1337.
Le nom de la commune provient du bas latin curtis dominica, « le domaine du seigneur », « la demeure du maître ».[réf. nécessaire]

## Histoire
La découverte d'outils sur le site permet d'affirmer que Courdimanche était habité au néolithique,.
À l'époque gauloise l'oppidum de Courdimanche aurait été un centre religieux où les druides perpétraient des sacrifices,.
Les Romains construisent sur cette colline un temple dédié à Apollon à partir duquel on pouvait communiquer avec deux autres montagnes sacrificielles ; le mont Mercure (Montmartre) à l'est et le mont Jupiter (Montjavoult) à l'ouest,.
En 2009, lors des travaux pour la création de la gendarmerie, les archéologues ont découvert des traces d'un habitat gallo-romain,.
Par la suite, les moines de l'abbaye Saint-Martin de Pontoise, fondent une chapelle, puis une église, sous le vocable Saint-Martin.
Au début du Moyen Âge, le territoire est divisé entre les seigneurs de Courdimanche, vassaux des comtes de Meulan, l'abbaye Saint-Martin de Pontoise et l'abbaye Notre-Dame du Bec qui sera propriétaire de l’église et du village jusqu’à la Révolution.
En 1160, Courdimanche appartient aux seigneurs Mauvoisin, barons de Rosny. par le mariage de Raoul IV Mauvoisin avec Agnès d'Aulnay, veuve de Guillaume III de Garlande. La seigneurie passe, en 1217, aux mains de Guy III Mauvoisin et en 1248 à Guy IV Mauvoisin.
Au cours du XIIe siècle, Courdimanche est fortifiée afin de protéger le village des incursions des barbares.
Au XIIIe siècle l'abbaye Saint-Martin de Pontoise créée au Hazay, au lieudit « les friches aux malades », une léproserie,.
Durant la guerre de Cent Ans, le village subit plusieurs assauts et est pris par les Anglais, une première fois en 1429 et une seconde en 1433, ou les godons prennent, pillent et brulent Courdimanche, Lieux et Puiseux.
De 1482 à 1709, la seigneurie dépend de la famille de l'Isle qui est également seigneur de Boisemont. Elle est ensuite achetée par Jean-Baptiste Dufour de Villeneuve, chevalier, conseiller du roi, maître des requêtes en son hôtel, intendant de justice, police et finances du Berry,
Le 15 août 1875 un orage causa de gros dégâts à Neuville, et dévasta Jouy-le-Moutier, Vauréal, Boisemont, Courdimanche, Osny, Cergy, Puiseux, et Pontoise.
Circulant en voiture le 27 août 1944, après la libération de Paris, Claire Girard et deux FFI, dont Raymond Berrivin, sont arrêtés au pont de Cergy par une patrouille allemande qui les emmène à Courdimanche. Après un simulacre de procès, les 3 jeunes gens sont condamnés à mort pour terrorisme. L'un d'eux parviendra à s'échapper mais Claire Girard et Raymond Berrivin seront abattus par balles dans le dos,.
C'est à Courdimanche que se situe l'ancien parc d'attractions Mirapolis, en fonction de 1987 à 1991, qui était dominé par la statue Gargantua détruite en 1995.

## Politique et administration

### Rattachements administratifs et électoraux
Rattachements administratifs
Antérieurement à la loi du 10 juillet 1964, la commune faisait partie du département de Seine-et-Oise. La réorganisation de la région parisienne en 1964 fit que la commune appartient désormais au département du Val-d'Oise et à son arrondissement de Pontoise après un transfert administratif effectif au 1er janvier 1968.
Elle faisait partie de 1793 à 1976 du canton de Pontoise de Seine-et-Oise puis du Val-d'Oise, année où elle est rattachée au canton de Cergy. En 1985 un nouveau découpage intervient et la commune intègre le canton de l'Hautil. Dans le cadre du redécoupage cantonal de 2014 en France, cette circonscription administrative territoriale a disparu, et le canton n'est plus qu'une circonscription électorale.
La commune fait partie de la juridiction d’instance, de grande instance ainsi que de commerce de Pontoise,.
Rattachements électoraux
Pour les élections départementales, la commune fait partie depuis 2014 du canton de Vauréal.
Pour l'élection des députés, elle fait partie de la dixième circonscription du Val-d'Oise.

### Intercommunalité
La commune se trouve dans la ville nouvelle de Cergy-Pontoise, aménagée à partir de 1970 par un  syndicat communautaire d'aménagement (SCA), puis, en 1984, par un syndicat d'agglomération nouvelle (SAN) créé en 1984.
L'aménagement de la ville nouvelle étant achevée, celui-ci se transforme en 2004 en communauté d'agglomération, qui a pris la dénomination de communauté d'agglomération de Cergy-Pontoise et dont Saint-Ouen-l'Aumône est désormais membre.

### Tendances politiques  et résultats
Pour les échéances électorales de 2007 Courdimanche faisait partie des 82 communes de plus de 3 500 habitants ayant utilisé les machines à voter.
La nouvelle municipalité, élue en mars 2008, a décidé de revenir au vote « papier » dès les élections européennes du 7 juin 2009.
Élections présidentielles
Résultats des deuxièmes tours :
- Élection présidentielle de 2002 : Jacques Chirac (RPR) 87,22 %, Jean-Marie Le Pen (FN) 12,78 %[37].
- Élection présidentielle de 2007 : Nicolas Sarkozy (UMP) 52,42 %, Ségolène Royal (PS) 47,58 %[38].
- Élection présidentielle de 2012 : François Hollande (PS) 54,00 %, Nicolas Sarkozy (UMP) 46,00 %[39]
- Élection présidentielle de 2017 : Emmanuel Macron (LREM) 77,31 %, Marine Le Pen (FN) 22,69 %[40].
- Élection présidentielle de 2022 : Emmanuel Macron (LREM) 71,82 %, Marine Le Pen (FN) 28,18 %[41].

Élections législatives
Résultats des deuxièmes tours :
- Élections législatives de 2002 :  Axel Poniatowski (UMP) 56,58 %, Dominique Gillot (PS) 43,42 %[42].
- Élections législatives de 2007 :  Axel Poniatowski (UMP) 56,11 %, Dominique Lefebvre (PS) 43,79 %[43].
- Élections législatives de 2012 : Dominique Lefebvre (PS) 55,49 %, Audrey Tamborini (UMP) 44,51 %[44].
- Élections législatives de 2017 : Aurélien Taché (LREM) 64,85 %, Katia Noin Ledanois (LFI) 35,15 %[45]
- Élections législatives de 2022 : Aurélien Taché (Divers gauche-Nupes) 48,96 %, Victorien Lachas (LREM) 51,04 %[46]
- Élections législatives de 2024 : Aurélien Taché (La France insoumise-NFP) 66,99 %, Lisbeth Macé (RN) 33,01 %[47]

Référendums
- Référendum français sur le traité de Maastricht de 1992 : Oui 57,33 %, Non 42,67 %[48]
- Référendum français sur le traité établissant une constitution pour l'Europe de 2005 : Oui 58,37 %, Non 41,63 %[49]

Élections régionales
Résultats des deuxièmes tours :
- Élections régionales de 2004 : Jean-Paul Huchon (Union de la gauche) 50,21 %, Jean-François Copé (Union de la droite) 41,38 %, Marine Le Pen (FN) 8,41 %[50].
- Élections régionales de 2010 : Jean-Paul Huchon (Union de la gauche) 62,79 %, Valérie Pécresse (Union de la droite) 37,21 %[51].
- Élections régionales de 2015 : Claude Bartolone (Union de la gauche) 47,92 %, Valérie Pécresse (Union de la droite) 37,33 %, Wallerand de Saint-Just (FN) 14,75 %[52].
- Élections régionales de 2021 : Valérie Pécresse (SL) 40,13 %, Julien Bayou (EELV) 38,29 %, Jordan Bardella (RN) 11,03 %, Laurent Saint-Martin (LREM) 10,55 %[53]

Élections cantonales puis départementales
Résultats des deuxièmes tours :
- Élections cantonales de 2008 : Jackie Breton (DVG) 65,31 %, Louis Pene (UMP) 34,69 %[54]
- Élections cantonales de 2011 :
- Élections départementales de 2015 : Sylvie Couchot - Jean-Pierre Muller (PS) 71,49 %, Denise Cornet - Thomas Le Breton (FN) 28,51 %[55].
- Élections départementales de 2021 : Lydia Chevalier - Eric Proffit Brulfert (UGE) 59,06 %, Patricia José - Thomas Vatel (LR) 40,94 %[56]

## Population et société

### Démographie
L'évolution du nombre d'habitants est connue à travers les recensements de la population effectués dans la commune depuis 1793. Pour les communes de moins de 10 000 habitants, une enquête de recensement portant sur toute la population est réalisée tous les cinq ans, les populations de référence des années intermédiaires étant quant à elles estimées par interpolation ou extrapolation. Pour la commune, le premier recensement exhaustif entrant dans le cadre du nouveau dispositif a été réalisé en 2008.

En 2022, la commune comptait 7 111 habitants, en évolution de +5,94 % par rapport à 2016 (Val-d'Oise : +4 %, France hors Mayotte : +2,11 %).
| 1793 | 1800 | 1806 | 1821 | 1831 | 1836 | 1841 | 1846 | 1851 |
| ---- | ---- | ---- | ---- | ---- | ---- | ---- | ---- | ---- |
| 328  | 329  | 381  | 431  | 430  | 428  | 432  | 450  | 436  |

| 1856 | 1861 | 1866 | 1872 | 1876 | 1881 | 1886 | 1891 | 1896 |
| ---- | ---- | ---- | ---- | ---- | ---- | ---- | ---- | ---- |
| 453  | 427  | 452  | 451  | 434  | 503  | 440  | 458  | 414  |

| 1901 | 1906 | 1911 | 1921 | 1926 | 1931 | 1936 | 1946 | 1954 |
| ---- | ---- | ---- | ---- | ---- | ---- | ---- | ---- | ---- |
| 398  | 389  | 382  | 367  | 401  | 408  | 365  | 343  | 350  |

| 1962 | 1968 | 1975 | 1982 | 1990  | 1999  | 2006  | 2008  | 2013  |
| ---- | ---- | ---- | ---- | ----- | ----- | ----- | ----- | ----- |
| 560  | 663  | 725  | 775  | 1 537 | 5 895 | 6 428 | 6 581 | 6 610 |

| 2018  | 2022  | - | - | - | - | - | - | - |
| ----- | ----- | - | - | - | - | - | - | - |
| 6 650 | 7 111 | - | - | - | - | - | - | - |

## Culture locale et patrimoine

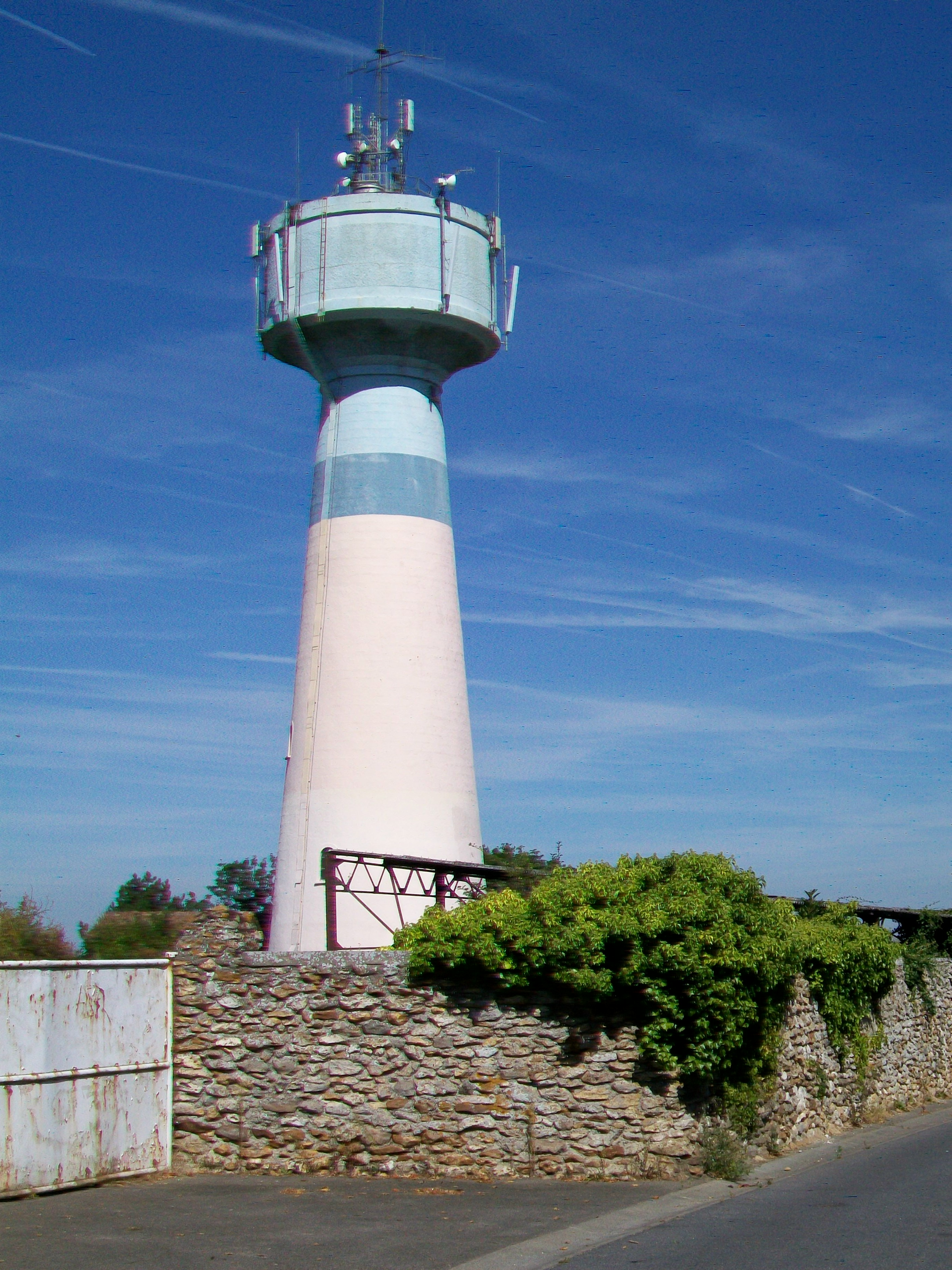
Le château d'eau visible à plusieurs kilomètresà la ronde.

### Lieux et monuments

#### L'église Saint-Martin
L'église Saint-Martin est un monument historique du Val-d'Oise
Cette église dédiée à saint Martin est située rue Claire-Girard et sur la place Claire-Girard. Fondée pendant la seconde moitié du XIIe siècle, l'édifice est endommagé pendant la guerre de Cent Ans, en 1429, et une seconde fois quelques années plus tard, puis reconstruit partiellement au XVIIe ou XVIIIe siècle. C'est une petite église villageoise rustique, d'un style gothique primitif réduit à sa plus simple expression, avec des baies en plein cintre, un clocher central en bâtière gardant des vestiges d'une corniche à modillons sculptés en masques, avec deux baies abat-son par face, sans colonnettes ni cordons.
De plan cruciforme, l'église se compose d'une nef non voûtée de trois travées accompagnée d'un seul et étroit bas-côté au nord ; d'un transept dont le croisillon sud est incomplet ; d'un chœur carré d'une travée au chevet plat ; et d'une chapelle latérale au nord. Le transept se termine par un pignon au nord et au sud. Exception faite des contreforts du clocher et des chaînages d'angle, tout le bâtiment est construit en moellons noyés dans le mortier ; les façades de la nef étant entièrement recouvertes d'enduit. L'on note l'absence de contreforts pour tous les composants de l'église hormis du clocher, la faible hauteur des murs ne les ayant pas rendu nécessaires. L'entrée se situe sous un porche devant la façade occidentale.
À l'intérieur, le transept, le chœur et la chapelle sont voûtées d'ogives dans le style gothique, mais les arcades autour de la croisée du transept sont en partie en plein cintre, en partie en tiers-point. Des chapiteaux ne restent que des vestiges, sauf à l'entrée du croisillon sud. La plupart des nervures des voûtes, des arcs-doubleaux et des formerets retombent sur des faisceaux de colonnettes. La chapelle latérale ne communique pas avec le croisillon du transept adjacent et est entièrement dépourvue de fenêtres,. Le clocher contient une cloche particulièrement ancienne, nommée Marie et fondue en 1554 par Lemaître. Elle est classée monument historique au titre objet. Deux nouvelles cloches, nommées Claire et Apolline, sont installées en 1992.

L'église Saint-Martin
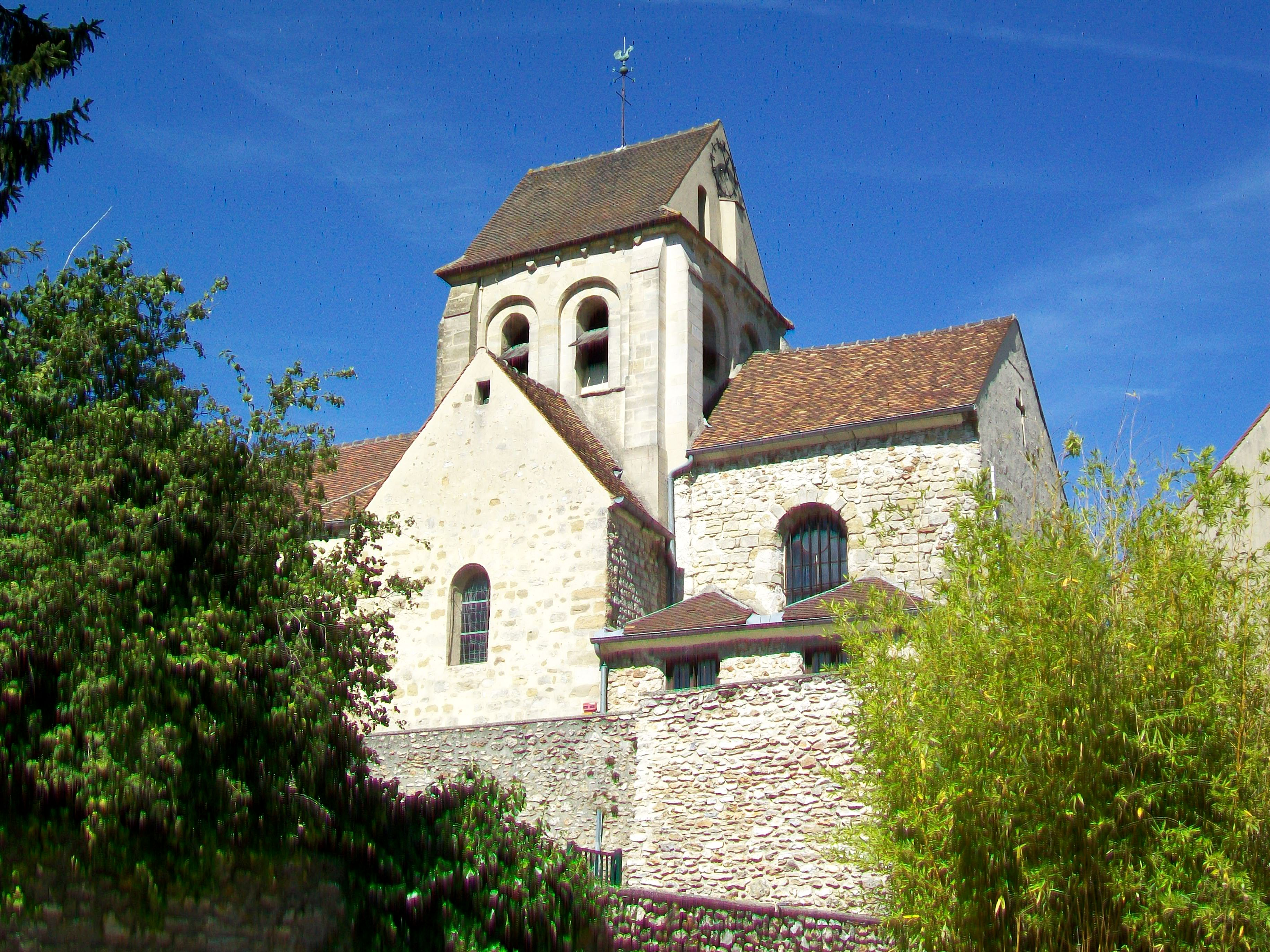
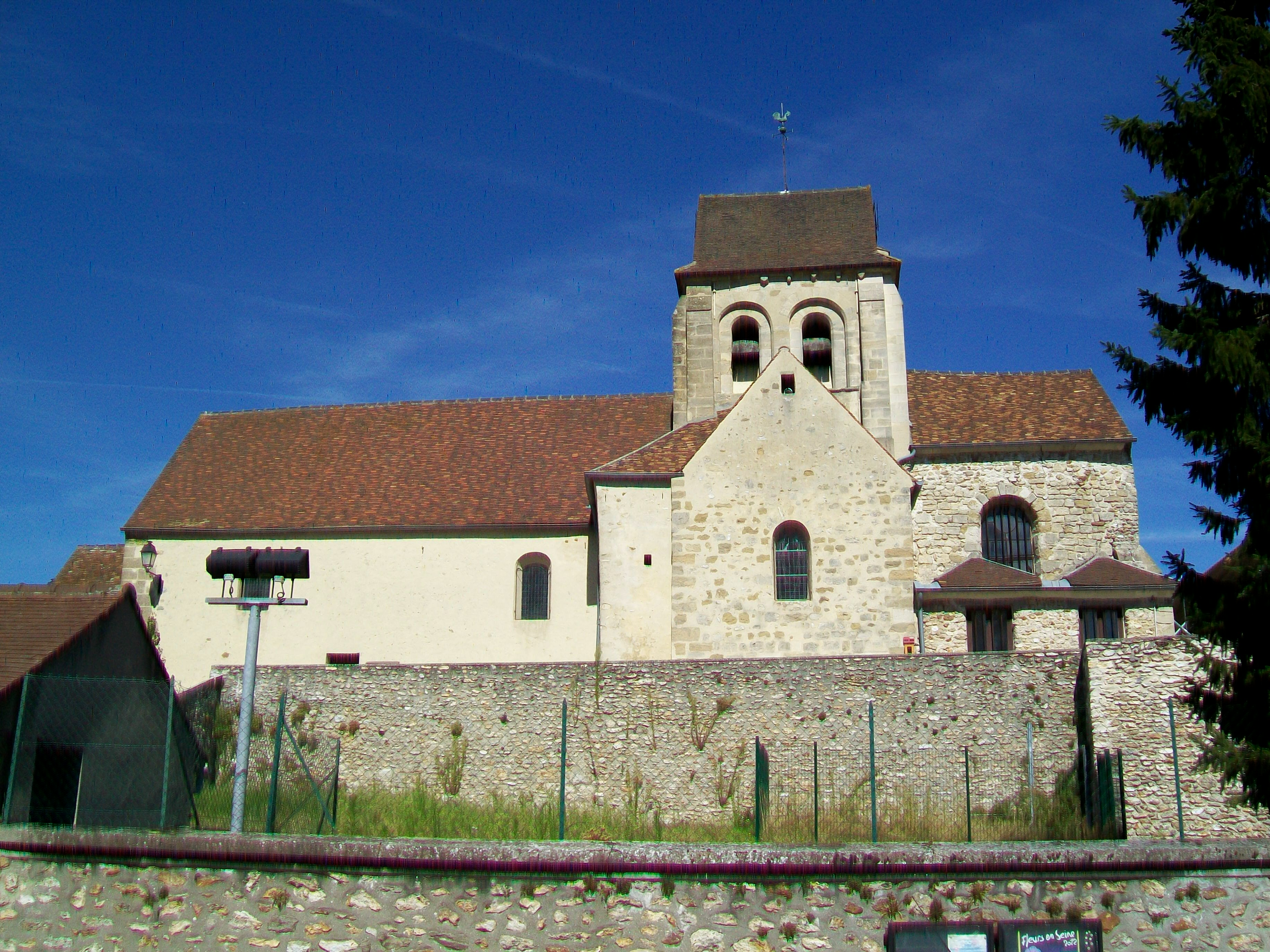

#### Autres éléments du patrimoine
- Escaliers de l'église

L'église étant construite sur un promontoire naturel, ayant sans doute servi de poste d'observation et ayant déjà accueilli un temple voué au culte d'Apollon selon la légende, l'on ne peut y accéder que par des escaliers. L'un est situé au sud, à côté de la mairie ; l'autre est situé à l'ouest et part de la place du village.
- Mare Saint-Martin, chemin de la Mare-Saint-Martin

Cette mare pavée au sud du village est un aménagement communal du XIXe siècle, servant d'abreuvoir au bétail et de pédiluve aux chevaux. Les mares de ce type ont également été utilisées pour le trempage du chanvre.
- Lavoir dit la mare Bicourt, au bout d'une courte impasse en herbe partant de la rue Vieille-Saint-Martin : ce lavoir depuis longtemps abandonné est devenu méconnaissable. Envahi par la végétation, il attend une potentielle réhabilitation.
- Le village conserve cinq fermes datant pour la plupart du XVIIIe siècle, dont deux sont encore en exploitation. Les bâtiments s'organisent autour de cours rectangulaires et ne présentent que des murs aveugles sur la rue. Plusieurs fermes possèdent des portails avec des arcs plein cintre[74].

Vues du vieux village de Courdimanche
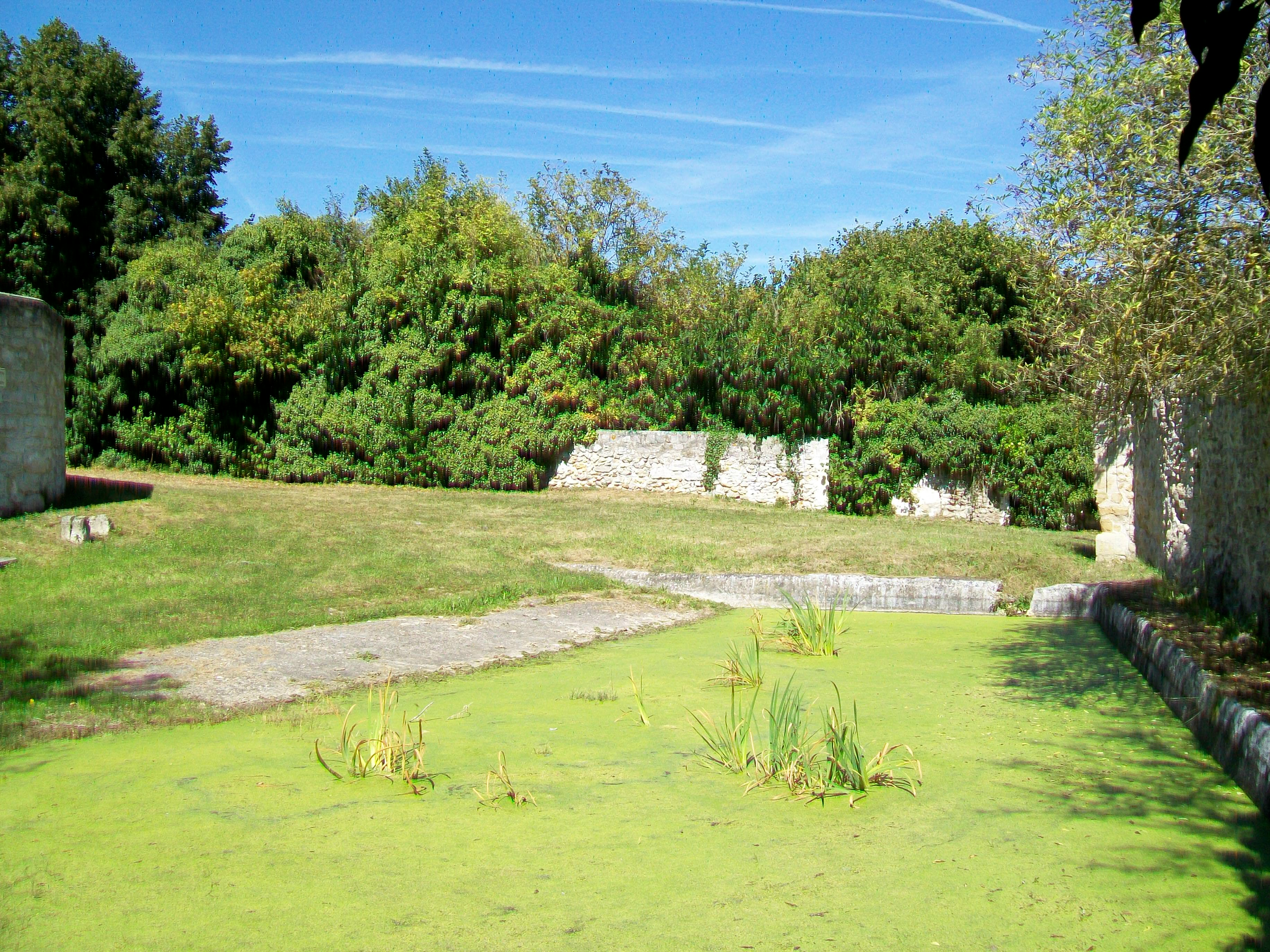
Abreuvoir communal de la mare Saint-Martin.
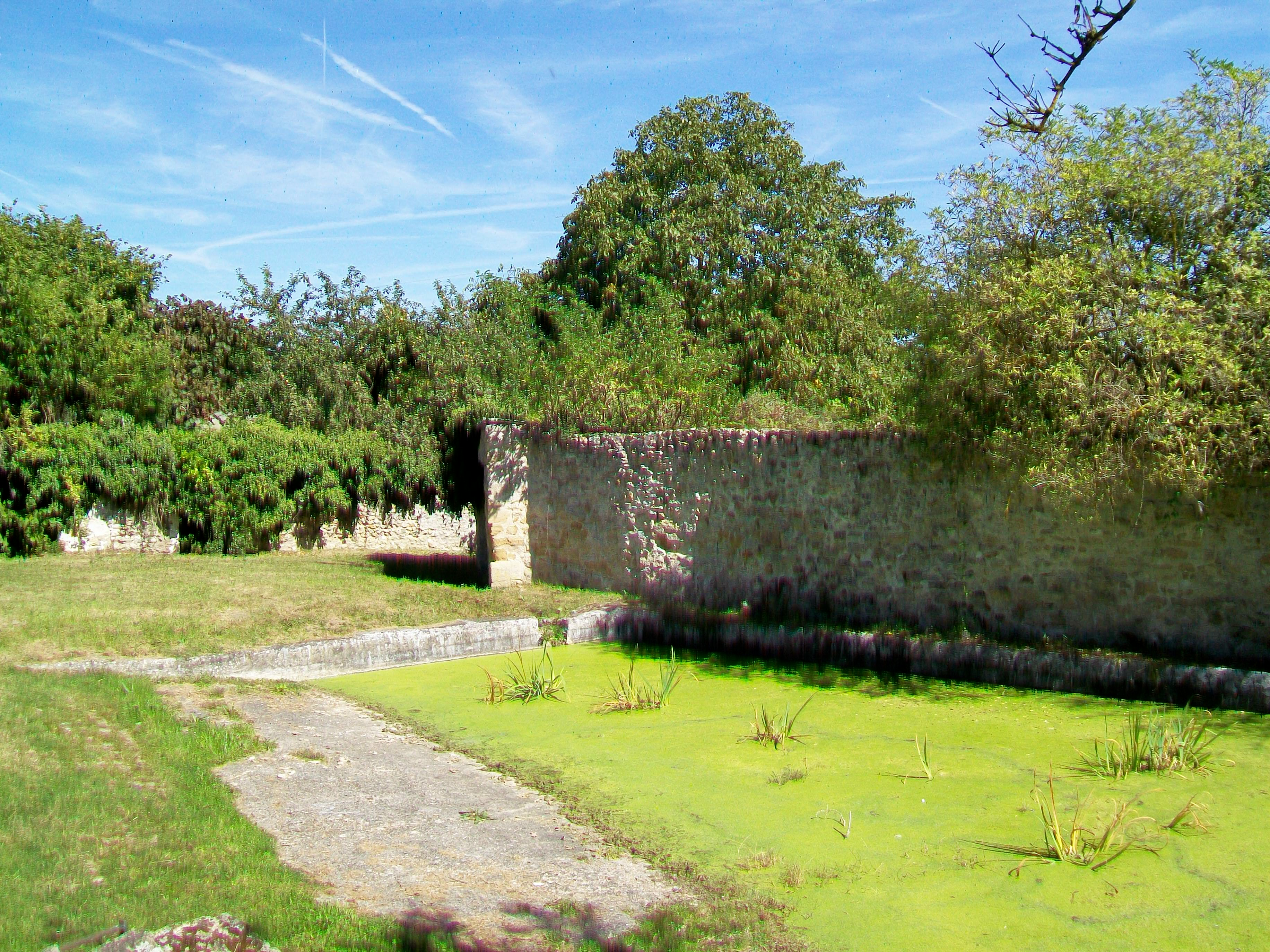
Abreuvoir communal de la mare Saint-Martin.
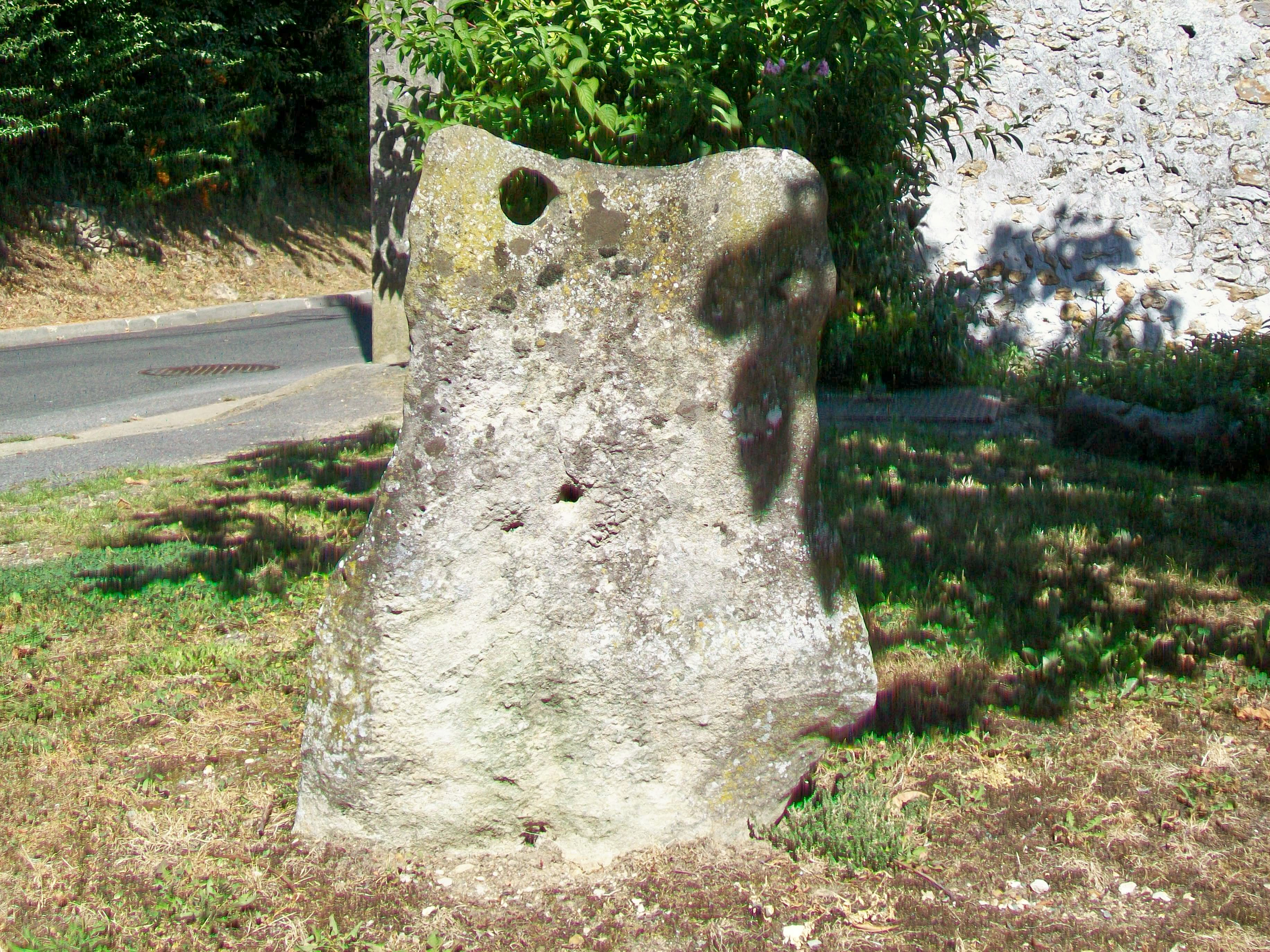
Petite pierre levée, rue Vieille Saint-Martin.
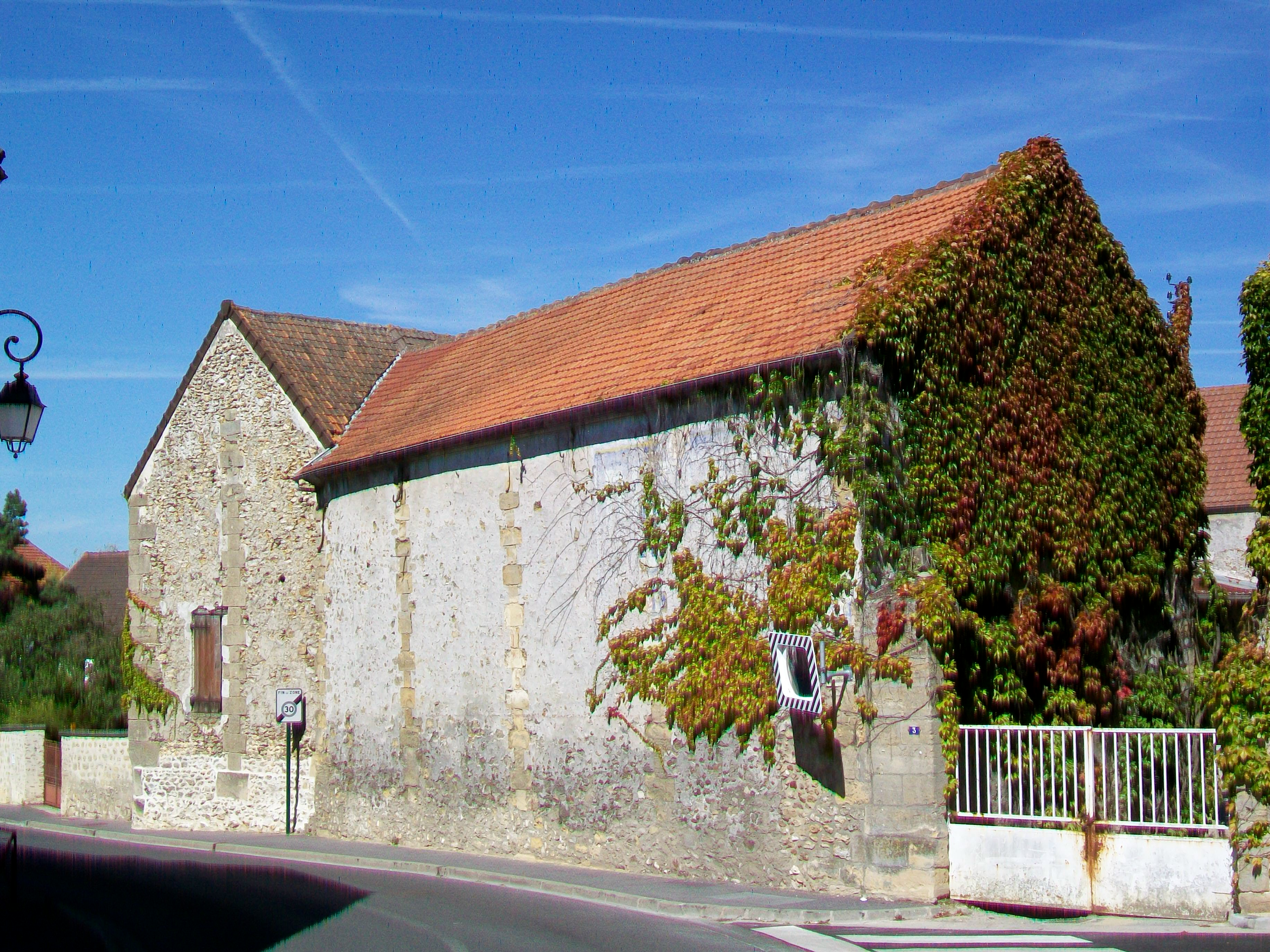
Ferme Cavan située aux angles des rues du Vexin et Charles-Cavan.
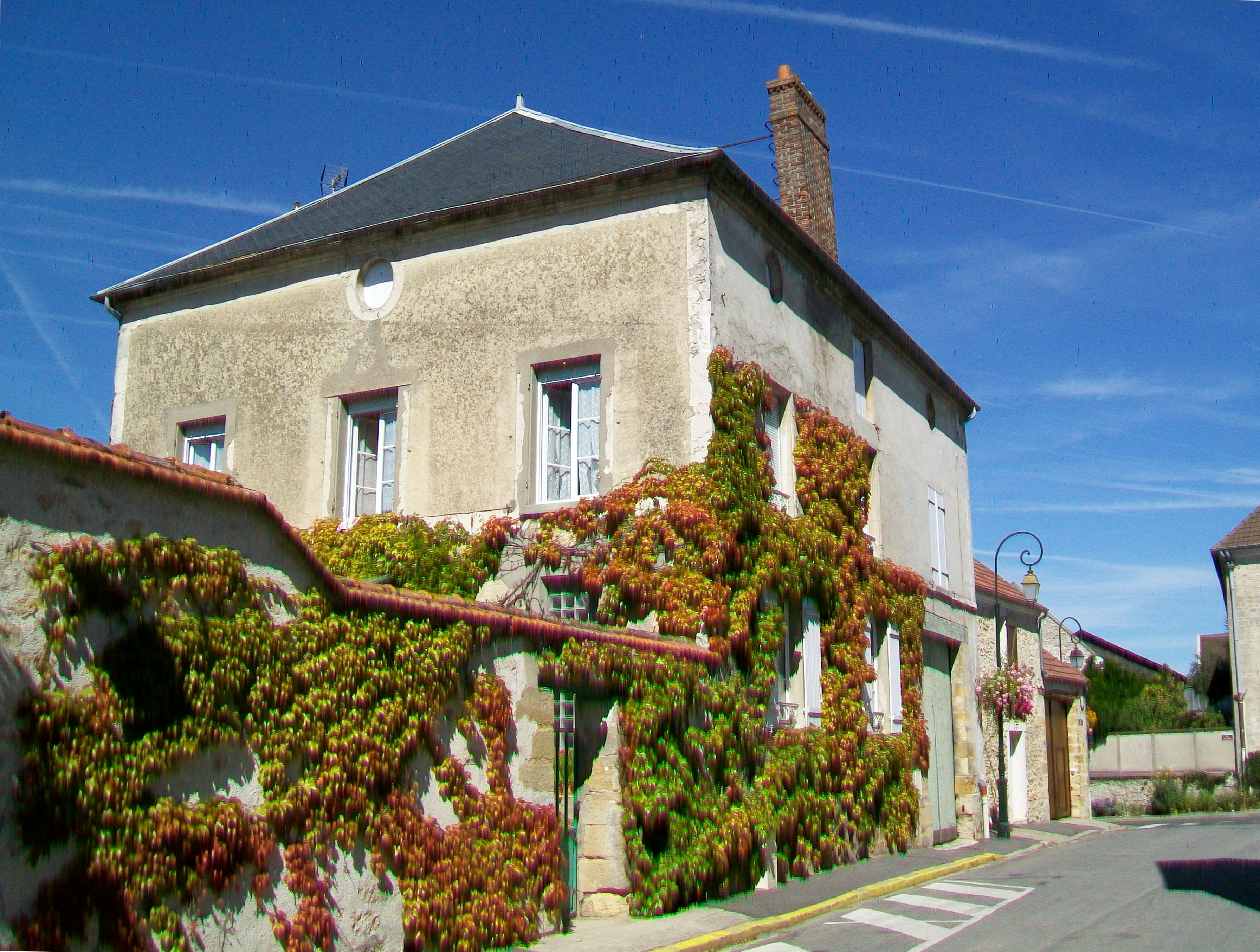
Rue Fleury.
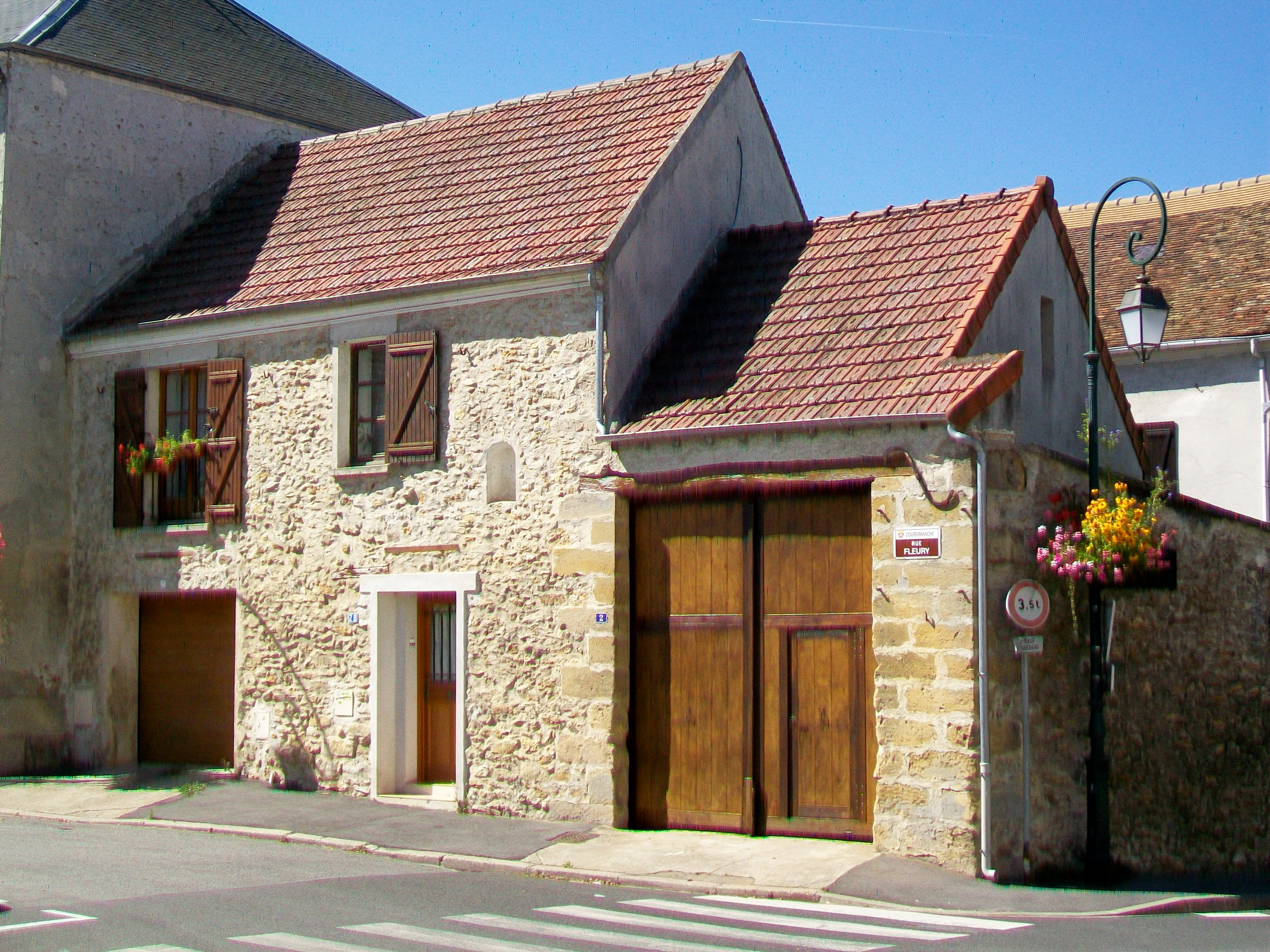
Rue Fleury.
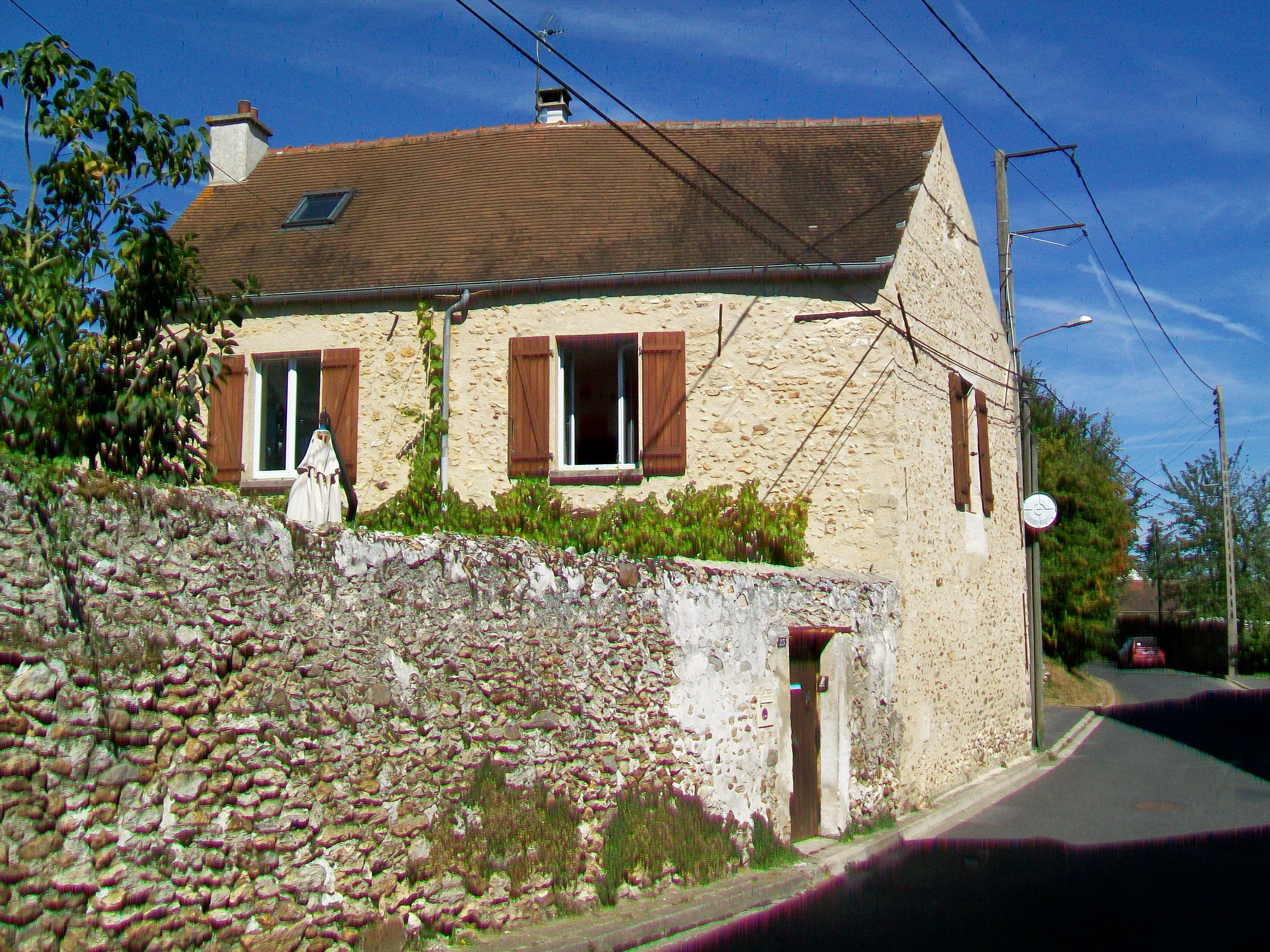
Rue Vieille Saint-Martin.
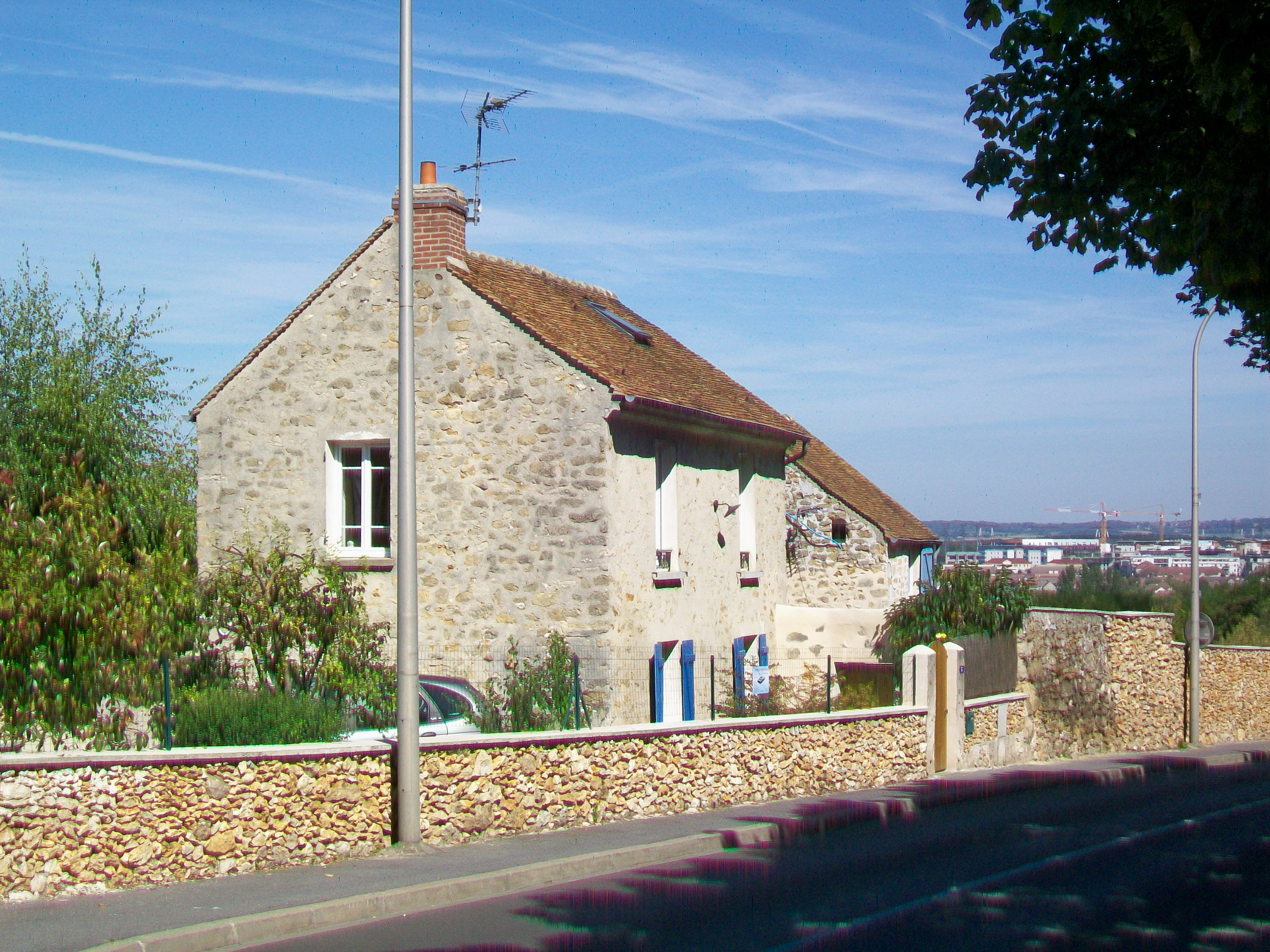
Rue de Puiseux.
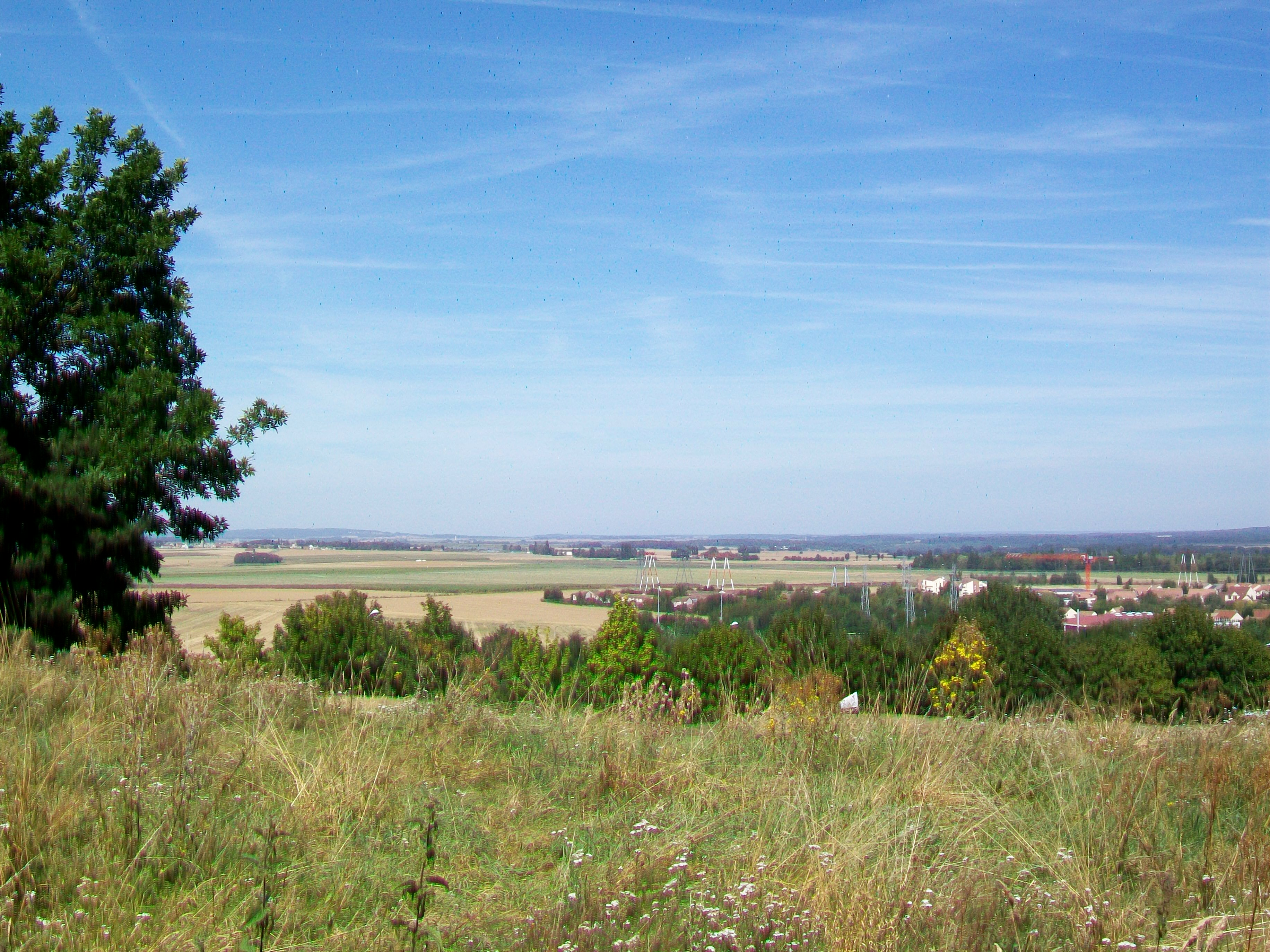
Vue sur les nouveaux  quartiers de Courdimanche.

### Personnalités liées à la commune
- Thomas Boissy, chanteur est originaire de Courdimanche[76],[77].
- Carlos (1943-2008), chanteur a habité à Courdimanche et s'est présenté aux élections municipales de 1989[78],[79].
- Jean-Germain Surbled (1746-1811), ancien vicaire constitutionnel en provenance de l'église Saint-Nicolas-du-Chardonnet à Paris où il est  présent le 31 août 1791, venant de l'église Saint-Gilles de Bourg-la-Reine, il sera ensuite nommé  curé de Guernes, avant de terminer en 1810 à la cure de Courdimanche (canton de Pontoise) où il meurt le 25 janvier 1811. Il était né le 28 mai 1746[80]

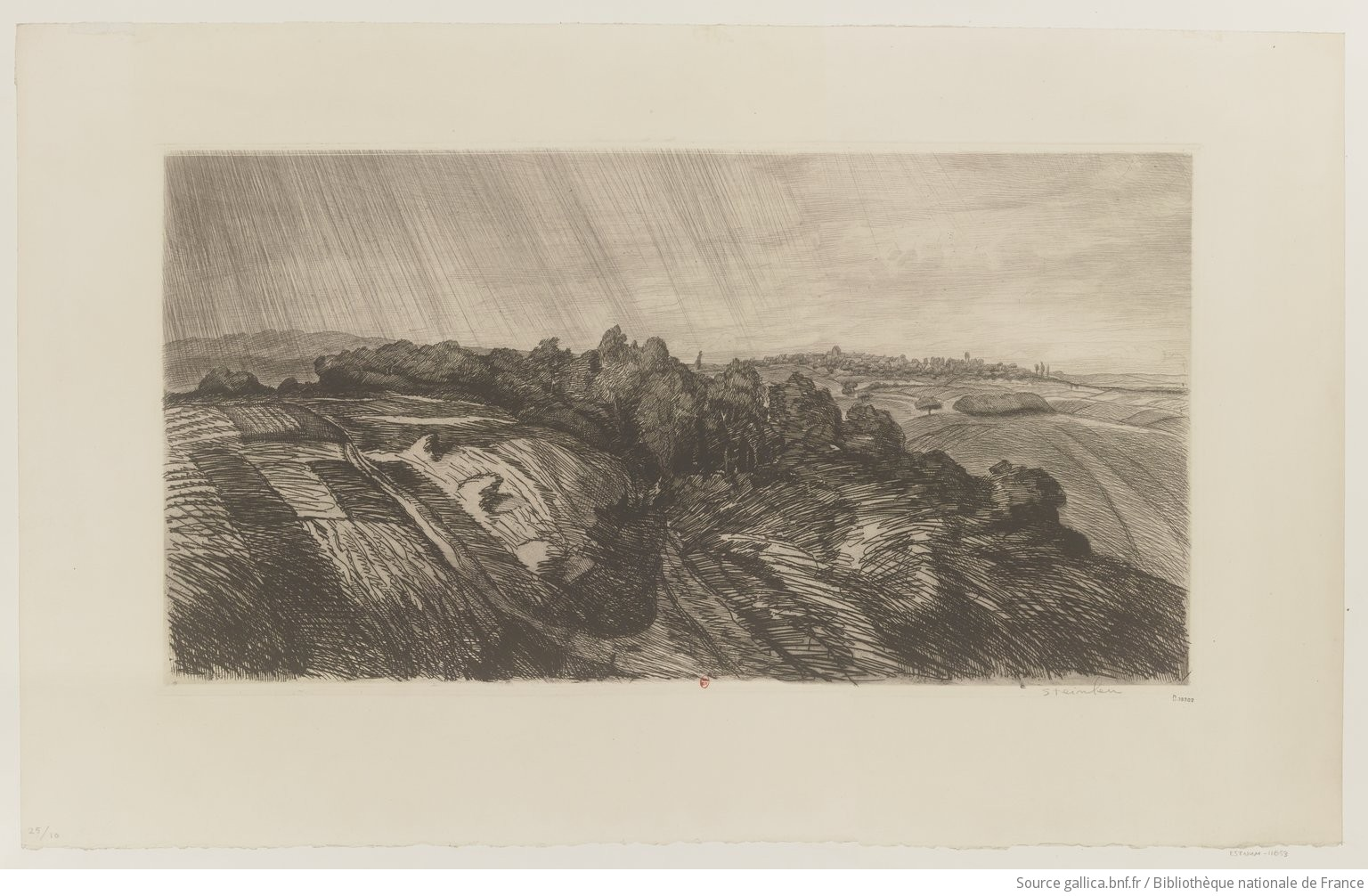
« Chemin creux à Courdimanche », estampe de Théophile Steinlen (1914), source Gallica

### Héraldique

Logo

| Blason de Courdimanche | Blason  | De gueules au chevron d'argent accompagné d'un mont d'or mouvant de la pointe, au chef aussi d'or chargé d'une fleur de lys cousue d'argent. |
| Blason de Courdimanche | Détails | |